# Panipahan Darat
Panipahan Darat is een bestuurslaag in het regentschap Rokan Hilir van de provincie Riau, Indonesië. Panipahan Darat telt 8591 inwoners (volkstelling 2010).